# Islas Possession
Las islas Possesion es un grupo de pequeñas islas y rocas que abarcan un área unas 7 millas, están en la parte occidental del mar de Ross, a 5 millas al sudeste del cabo McCormick, de la Tierra de Victoria. Las islas Posesión fueron descubiertas por la expedición británica de 1839-1843 comandada por James Clark Ross al mando del HMS Erebus y del HMS Terror. El 9 de enero de 1841 Ross descubrió el mar de Ross y el 12 de enero de 1841 tomó formal posesión en nombre de la reina Victoria del Reino Unido, e izó la bandera británica, en la isla Posesión de un grupo de islas llamadas desde entonces islas Posesión.
La isla principal del archipiélago se llama isla Posesión es una isla de casi 2 millas de longitud, que es la más septentrional y la más grande de las islas, está situada en las coordenadas 71°52′S 171°12′E / -71.867, 171.200.

## Reclamación territorial
La isla es reclamada por Nueva Zelanda como parte de la Dependencia Ross, pero esta reclamación está sujeta a las disposiciones del Tratado Antártico.